# Operación Yoav
La Operación Yoav (también llamada Operación Diez Plagas u Operación Yo'av) fue un operación militar israelí realizada entre el 15 y el 22 de octubre de 1948 en el Desierto del Néguev, durante la guerra árabe-israelí de 1948. Su objetivo era abrir una brecha entre las fuerzas egipcias a lo largo de la costa y la carretera Beerseba–Hebrón–Jerusalén y, en última instancia, la conquista de todo el Néguev. La Operación Yoav fue encabezada por el comandante del frente sur, Yigal Alón. La operación fue llamada a posteriori en honor a Yitzhak Dubno, con el nombre en código "Yoav" ante los comandantes del Palmaj. Dubno, un oficial de alto cargo en el Palmaj, fue el encargado de planificar y dirigir la defensa de los kibutz Yad Mordejai y Negba. Dubno fue muerto en un ataque aéreo en el kibutz Negba poco después de que las fuerzas egipcias comenzaran su ofensiva en el frente sur de Israel.

## Antecedentes
En el centro y norte de la región de Palestina, los israelíes habían logrado obtener ganancias territoriales sustanciales antes de que la segunda tregua de la guerra entrara en vigor. Pero en el sur, el desierto de Néguev, a pesar de estar incluido en el plan de partición de las Naciones Unidas de 1947 dentro del Estado judío, todavía estaba bajo control egipcio. A pesar de la segunda tregua, los egipcios negaban el paso de convoyes judíos por el Néguev, y capturaron posiciones más allá de las líneas de demarcación de la tregua.
La Operación Diez Plagas (nombrada así en honor al castigo que Dios envió a los egipcios para la liberación de los israelíes cautivos en la Biblia hebrea) fue elaborada y aprobada en una sesión del Consejo de Ministros del 6 de octubre de 1948. La operación se produjo después del 14 de octubre de 1948, cuando un convoy formado por 16 camiones fue atacado en su paso por las posiciones egipcias.
Ralph Bunche, que se había convertido en mediador de la ONU tras el asesinato del conde Folke Bernadotte, dijo:
La acción militar [israelí] de los últimos días ha sido de tal magnitud que sólo podría llevarse a cabo después de una preparación considerable, y apenas podía ser explicado como una acción de represalia simple para un ataque contra un convoy [israelí].
La operación coincidió con la Operación Ha-Har (18-24 de octubre), en la cual las Brigadas Harel y Etzioni atacaron aldeas controladas por los egipcios a lo largo del Corredor de Jerusalén.

## Desarrollo de la operación

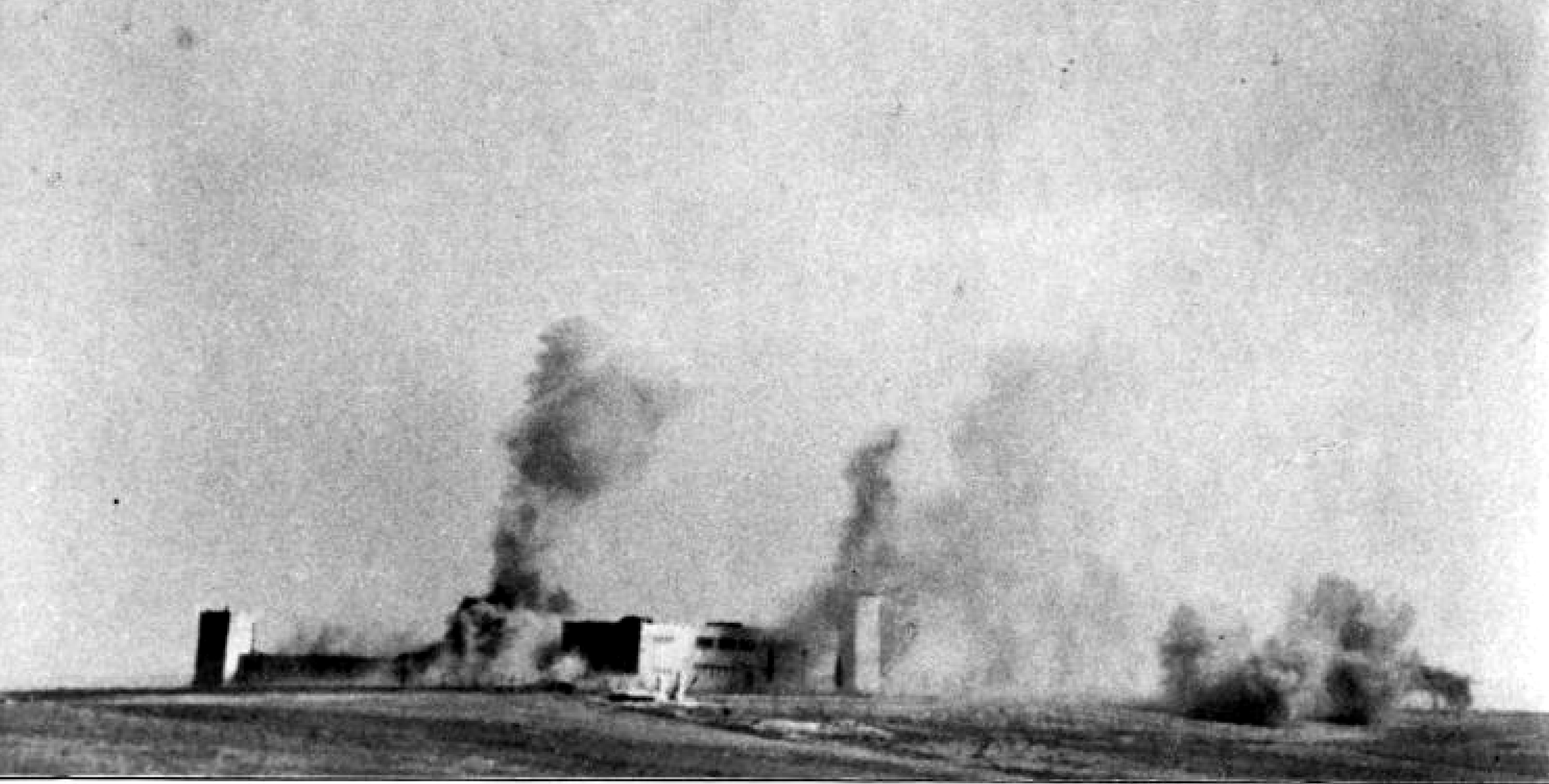
Bombardeo de Iraq Suwaydan, 9 de noviembre de 1948.

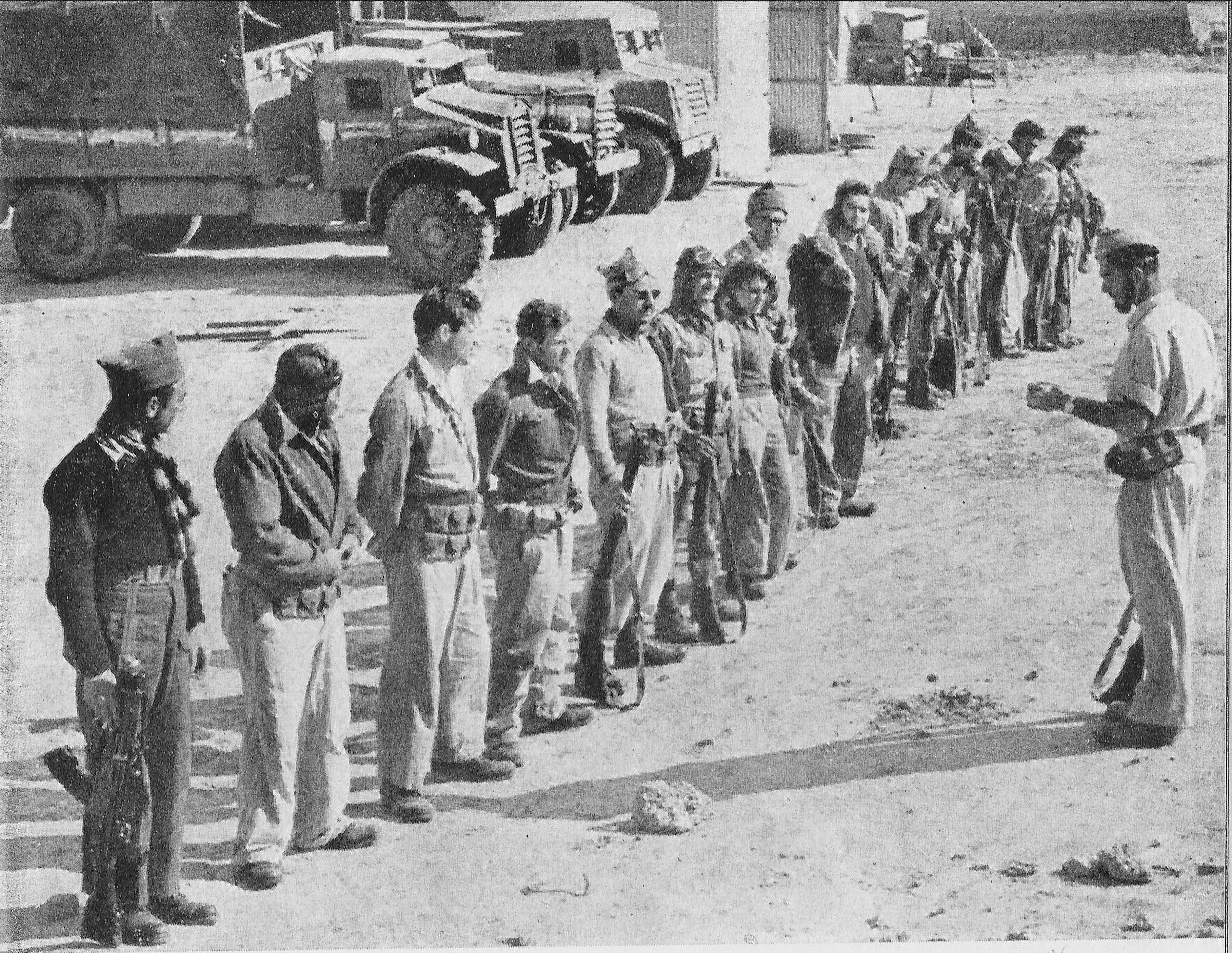
Soldados del Palmaj (brigada del Néguev) reciben instrucciones antes de la operación (1948).

Las fuerzas israelíes consistían en tres brigadas de infantería: la Brigada del Néguev, la Brigada Guivati y la Brigada Yiftach, un batallón blindado de la 8.ª Brigada Blindada y la mayor formación de artillería que había estado a disposición del ejército israelí en el momento. El 18 de octubre la Brigada Oded también se unió a la operación. En la noche del 15 de octubre, la Fuerza Aérea de Israel bombardeó Gaza, al-Majdal (ahora Ashkelon), Beerseba y Bait Hanun. Algunos objetivos fueron bombardeados de nuevo durante las siguientes dos noches.
Un batallón de la Brigada Yiftach minó el ferrocarril entre El-Arish y Rafah y varias carreteras en la zona de Gaza, abriendo también una brecha en la carretera. Dos batallones de la Brigada Guivati se dirigieron al sureste de Iraq al-Manshiyya, cortando así el camino entre al-Faluja y Beit Jibrin. Beit Jibrin fue capturada por el 52° Batallón de la Brigada Guivati y la 8.ª Brigada el 23 de octubre.
En las primeras horas de la mañana del 21 de octubre, después de dos noches de ataques aéreos, la Brigada del Néguev y la 8.ª Brigada Blindada atacaron Beerseba desde el oeste. Otra fuerza se unió a ellos desde el norte. La guarnición del ejército egipcio constaba de 500 soldados con alguna artillería ligera. Opusieron alguna resistencia durante cinco horas antes de rendirse. La conquista de Beerseba fue nombrada Operación Moshe, en honor a Moshe Albert, que cayó defendiendo a la sitiada Beit Eshel. Mientras que una tregua fue ordenada para las 15:00 horas del 22 de octubre, la Operación Yoav continuó en los días inmediatos a esta operación, asociándose con esta y continuando. El 29 de octubre, en la toma de la aldea palestina de al-Dawayima, miembros del ejército israelí masacraron a entre decenas y cientos de sus habitantes, tras lo que el resto huyó hacia localidades cercanas.
Después de que los egipcios se retiraron hacia el sur desde Ashdod (28 de octubre) y al-Majdal (6 de noviembre) a Gaza, la franja costera hasta Yad Mordejai fue ocupada por las fuerzas israelíes. El 9 de noviembre, el fuerte de Iraq Suwaydan fue capturado y pasó a llamarse la Fortaleza Yoav, en honor de la operación.
El 29 de octubre, soldados de la 8.ª Brigada realizaron la masacre de al-Dawayima.
Cerca del final de la operación, el general Alón pidió permiso para lanzar un ataque contra las colinas de Hebrón en el valle de Jericó. David Ben-Gurión se negó, debido principalmente a un acuerdo tácito con el rey Abdullah de Jordania sobre la división de la Ribera occidental y la necesidad de evitar la implicación británica.
El Proyecto de Ayuda a los Refugiados de las Naciones Unidas informó que la población de refugiados de la Franja de Gaza había aumentado de 100.000 a 230.000, como resultado de la Operación Yoav. Esta cifra no incluye a los que huyeron a las colinas de Hebrón.

## Pueblos árabes capturados

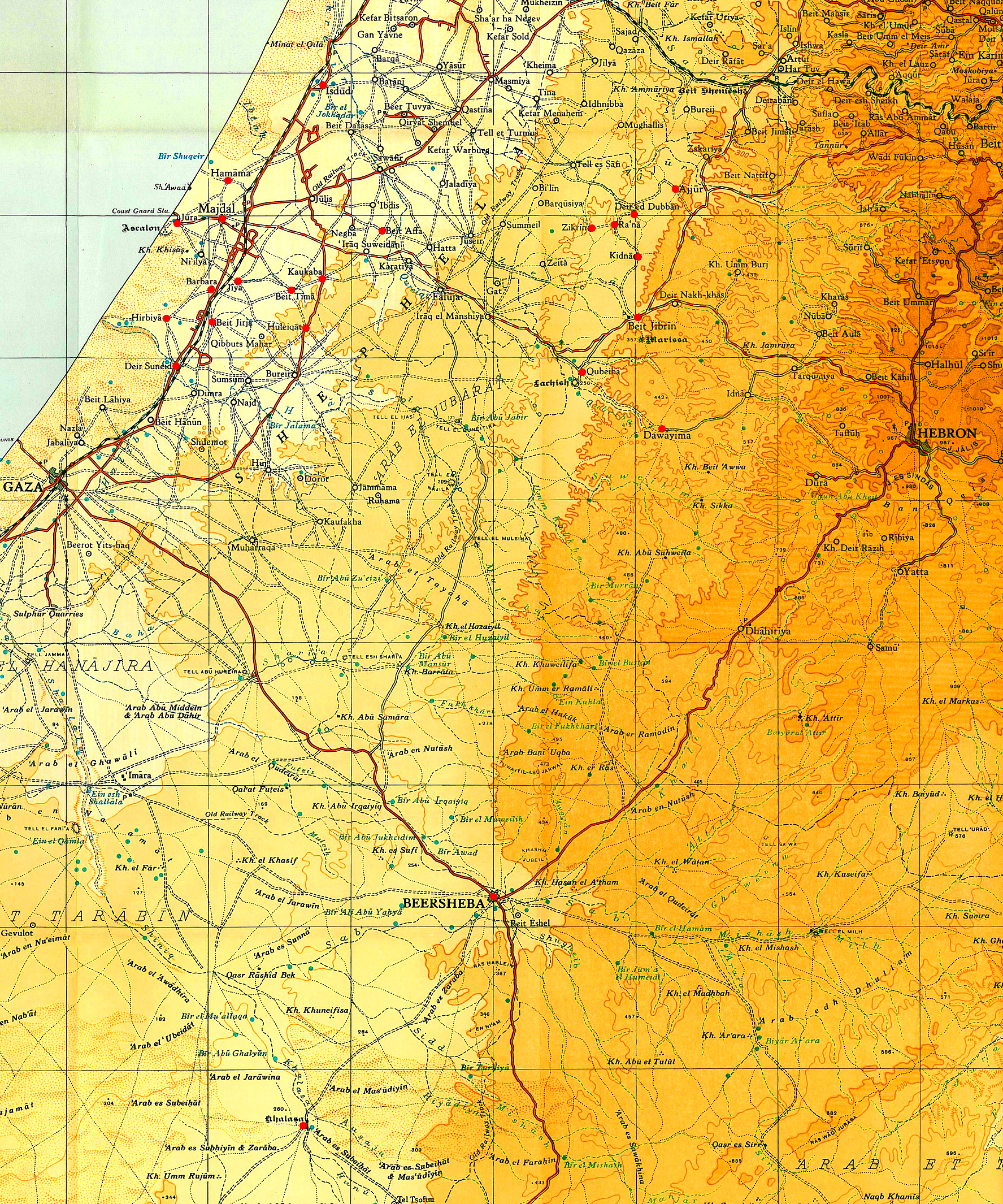
Pueblos y ciudades capturados durante la Operación Yoav (octubre de 1948).

| Nombre         | Población (1944/45)         | Fecha                             | Fuerzas defensoras                                                                                | Brigada                                              | Notas |
| -------------- | --------------------------- | --------------------------------- | ------------------------------------------------------------------------------------------------- | ---------------------------------------------------- | --- |
| Bayt 'Affa     | 700                         | Segunda mitad de octubre de 1948. | Ejército Egipcio.                                                                                 | s/d                                                  | Capturado por la Brigada Guivati en julio, pero solo fue retenida por unos días. La población huyó y el pueblo quedó destruido.                                                                    |
| Bayt Tima      | 1,060                       | 11-19 de octubre                  | s/d pero una compañía saudí se encontró allí a principios de julio, junto a la milicia palestina. | Brigada Guivati                                      | Bombardeada por aviones y artillería antes de la captura. La población huyó y el pueblo quedó destruido.                                                                                           |
| Hulayqat       | 420                         | 19 de octubre                     | Ejército Egipcio: 600 soldados regulares, sufriendo «100 muertos».                                | Brigada Guivati                                      | Capturado y retenido por el Ejército Israelí durante la Operación Barak. Retomado por los egipcios, el 7 de julio. Algunos aldeanos regresaron pero huyeron en octubre. El pueblo quedó destruido. |
| Kawkaba        | 680                         | 20 de octubre                     | Compañía saudí se presentó en julio.                                                              | Brigada Guivati                                      | En la línea del frente se enfrentaron egipcios e israelíes. Cambiado de manos varias veces durante el verano. Los aldeanos huyeron y los edificios quedaron destruidos.                            |
| Beerseba       | 5,570                       | 21 de octubre                     | Ejército Egipcio                                                                                  | 8.ª Brigada Blindada, Brigada del Néguev             | Los pobladores fueron expulsados, y se estableció una zona de exclusión con un radio de 10 km para los beduinos.                                                                                   |
| Ra'na          | 190                         | 22–23 de octubre                  | s/d                                                                                               | Brigada Guivati                                      | Los aldeanos fueron expulsados y el pueblo quedó destruido. |
| Zikrin         | 960                         | 22–23 de octubre                  | s/d                                                                                               | Brigada Guivati                                      | Pueblo despoblado y destruido. |
| Kidna          | 450                         | 22–23 de octubre                  | Ejército Árabe de Líberación, voluntarios de los Hermanos Musulmane y la milicia local.           | Brigada Guivati                                      | Pueblo despoblado y destruido. |
| 'Ajjur         | 3,730                       | 23 de octubre                     | s/d                                                                                               | 4° Batallón, Brigada Guivati                         | Despoblado, la mayoría de los habitantes huyeron después de ataques anteriores. Pueblo destruido.                                                                                                  |
| Dayr al-Dubban | 730                         | 23–24 de octubre                  | Ninguno                                                                                           | Brigada Guivati                                      | La mayoría de los aldeanos huyeron, algunos fueron expulsados. El pueblo quedó destruido. |
| Bayt Jibrin    | 2,430                       | 24 de octubre                     | Unidad del Ejército Egipcio en el fuerte de policía.                                              | Brigada Guivati                                      | Bombardeado desde el aire el 18 de octubre y en varias ocasiones posteriores. Ciudad despoblada, pero no todos los edificios destruidos.                                                           |
| Al-Qubayba     | 1,060                       | 28 de octubre                     | Ninguno                                                                                           | Brigada Guivati o Harel                              | La población huyó y el pueblo quedó destruido. |
| Isdud          | 4,910 incluyendo 290 judíos | 28 de octubre                     | Los egipcios se retiraron                                                                         | Brigada Guivati                                      | Bombardeado por tres noches por la IAF. 300 pobladores que quedaron fueron expulsados. El pueblo quedó destruido.                                                                                  |
| al-Dawayima    | 3,710                       | 29 de octubre                     | Sin defensa organizada.                                                                           | 89.º Batallón, 8.ª Brigada                           | El pueblo quedó destruido. Cientos de aldeanos son masacrados, tras lo que el resto de habitantes huyen.                                                                                           |
| Dayr Sunayd    | 730                         | Finales de octubre                | Ejército Egipcio, 9.º Batallón incluyendo Gamal Abdel Nasser.                                     | s/d                                                  | Bombardeado desde el aire durante las primeras etapas de operación. Los aldeanos huyeron y la aldea quedó destruida.                                                                               |
| Al-Khalasa     | 'Azazme                     | Finales de octubre                | Ejército Egipcio                                                                                  | Brigada del Néguev                                   | Capturado posiblemente en mayo. Destruido. |
| Hamama         | 5,070 incluyendo 60 judíos  | 4 de noviembre                    | Ejército Egipcio                                                                                  | Brigada Guivati                                      | Los ocupantes huyeron o fueron expulsados. La aldea quedó destruida en la operación el 30 de noviembre.                                                                                            |
| Al-Jiyya       | 1,230                       | 4 de noviembre                    | s/d                                                                                               | Brigada Guivati                                      | Los aldeanos expulsados y el pueblo quedó destruido. |
| Al-Jura        | 2,420                       | 4 de noviembre                    | Sin resistencia                                                                                   | Brigada Guivati                                      | Los aldeanos expulsados y el pueblo quedó destruido. |
| al-Majdal      | 9,910                       | 4 de noviembre                    | Ejército Egipcio                                                                                  | Brigada Guivati, Brigada del Néguev, Brigada Yiftach | La población que había permanecido o regresado fue finalmente expulsada en 1950. |
| Hiribya        | 2,300 incluyendo 60 judíos  | Principios de noviembre           | Ejército Egipcio                                                                                  | s/d                                                  | Otro lugar bombardeado desde el aire. La población huyó o fue expulsada, los edificios quedaron destruidos.                                                                                        |
| Bayt Jirja     | 940                         | 4–5 de noviembre                  | s/d                                                                                               | Brigada Guivati, Brigada del Néguev, Brigada Yiftach | La población huyó o fue expulsada, el pueblo quedó destruido. |
| Barbara        | 2,410                       | 5 de noviembre                    | s/d                                                                                               | s/d                                                  | Bombardeado desde el aire durante la población. Despoblado y la villa quedó destruida. |